# IRB Nations Cup 2007
La IRB Nations Cup 2007 fu la 2ª edizione della Nations Cup, competizione internazionale organizzata dall'International Rugby Board al fine di favorire la crescita delle federazioni di secondo livello tramite l'incontro con le nazionali "A" di quelle di primo livello.
Si svolse tra il 5 e il 18 giugno 2007 a Bucarest tra sei squadre divise in due gironi; rispetto all'edizione precedente, solamente le nazionali A di Argentina e Italia si ripresentarono; le altre quattro squadre presenti furono le nazionali maggiori di Romania (Paese organizzatore), Namibia e Georgia nonché la nazionale A del Sudafrica.
Proprio l'esordiente Emerging South Africa si aggiudicò il torneo vincendo tutte e tre le partite disputate e sopravanzò i campioni uscenti dell'Argentina A, giunti secondi.
Fu la prima di dieci edizioni consecutive disputate in Romania fino al 2016.

## Formula
Le sei squadre furono ripartite in due gruppi da tre squadre ciascuna; ogni squadra avrebbe dovuto disputare tre incontri, uno ciascuno contro le tre squadre del gruppo al quale non apparteneva.
La classifica finale sarebbe stata aggregata tra tutte e sei le squadre e la migliore sarebbe stata la vincitrice.
Il punteggio adottato fu quello dell'emisfero sud, quindi 4 punti per la vittoria, 2 per il pareggio, 0 per la sconfitta più gli eventuali bonus per quattro mete realizzate e/o la sconfitta con sette o meno punti di scarto.

## Squadre partecipanti

### Gruppo A
- Argentina A
- Georgia
- Romania

### Gruppo B
- Italia A
- Namibia
- Sudafrica A (Emerging South Africa)

## Risultati

### 1ª giornata
| Arbitro: | Romain Poite |

|                           |      |             |
| Arocena Rodríguez Amelong | mt   | Sepe        |
| S. Fernández (3)          | c.p. | Orquera (4) |
| S. Fernández              | drop | Orquera     |

| Arbitro: | Carlo Damasco |

|                                                   |      |                                |
| Didebulidze 5’ Magrakvelidze 21’ Urjukashvili 48’ | mt   | 28’ Visser 54’ v.d. Westhuizen |
| Kvirikashvili 21’                                 | tr   | 54’ Losper                     |
| Kvirikashvili 26’, 64’                            | c.p. | 14’, 18’ v.d. Westhuizen       |
| Kvirikashvili 80’                                 | drop |                                |

| Arbitro: | Martin Fox |

|            |      |                                                                                       |
| Petre 80’  | mt   | 20’, 40+9’ Brits 23’, 38’ Floors 70’ Chavhanga 74’ Vermaak 80+1’ Joubert 80+2’ Skeate |
| Vlaicu 80’ | tr   | 20’, 38’, 70’, 74’, 80+1’, 80+2’ Grant                                                |
|            | c.p. | 8’, 32’, 40+3’ Grant                                                                  |

### 2ª giornata
| Arbitro: | Romain Poite |

|             |      |                                                      |
| Nieuwenhuis | mt   | Camacho (2) Gauthier Stuart de Achaval Miralles Sanz |
| Losper      | tr   | S. Fernández (3)                                     |
| Losper (2)  | c.p. |                                                      |
|             | drop | S. Fernández (2)                                     |

| Arbitro: | Carlo Damasco |

|                      |      |                   |
| Delport 5’, 21’, 51’ | mt   | 12’ tecnica       |
| Grant 5’, 21’, 51’   | tr   | 12’ Kvirikashvili |
| Grant 63’            | c.p. |                   |

| Arbitro: | Rob Debney |

|                          |      |             |
| Fercu 15’ Dumitraș 73’   | mt   | 3’ Rosa     |
| Calafeteanu 8’, 11’, 43’ | c.p. | 37’ Marcato |

### 3ª giornata
| Arbitro: | Rob Debney |

|                                |      |                                             |
| Sepe 80’                       | mt   | 22’ Maisuradze 46’ Urjukashvili 66’ Shkinin |
|                                | tr   | 22’, 46’ Kvirikashvili                      |
| Orquera 3’, 16’, 30’, 39’, 50’ | c.p. | 77’ Kvirikashvili                           |

| Arbitro: | Romain Poite |

|                                    |      |                      |
| Brezoianu 38’                      | mt   | 51’ du Plessis       |
| Calafeteanu 38’                    | tr   | 51’ Losper           |
| Calafeteanu 5’, 26’, 34’, 69’, 76’ | c.p. | 10’, 23’, 71’ Losper |
| Calafeteanu 16’ Vlaicu 79’         | drop |                      |

| Arbitro: | Carlo Damasco |

|                         |      |                  |
| Chavhanga 43’, 46’      | mt   | 20’ Stuart       |
| Grant 43’               | tr   | 20’ S. Fernández |
| Grant 4’, 25’, 59’, 62’ | c.p. | 31’ S. Fernández |

## Classifica combinata
|   | Squadre     | G | V | N | P | PF  | PS  | P±  | B | PT |
| - | ----------- | - | - | - | - | --- | --- | --- | - | -- |
| B | Sudafrica A | 3 | 3 | 0 | 0 | 109 | 24  | +85 | 1 | 13 |
| A | Argentina A | 3 | 2 | 0 | 1 | 84  | 57  | +27 | 1 | 9  |
| A | Georgia     | 3 | 2 | 0 | 1 | 55  | 62  | -7  | 0 | 8  |
| A | Romania     | 3 | 2 | 0 | 1 | 54  | 85  | -31 | 0 | 8  |
| B | Italia A    | 3 | 0 | 0 | 3 | 48  | 68  | -20 | 2 | 2  |
| B | Namibia     | 3 | 0 | 0 | 3 | 47  | 101 | -54 | 0 | 0  |